# André Mandt
André Mandt (* 15. August 1993 in Köln) ist ein deutscher Fußballspieler.

## Karriere

### Im Verein
Mandt wuchs in Wesseling auf, begann mit dem aktiven Fußballspielen jedoch im Kölner Stadtteil Dellbrück. 2012 wechselte er aus der Jugend von Bayer 04 Leverkusen zur zweiten Mannschaft des Vereins in die viertklassige Regionalliga West. Am 37. Spieltag der Saison 2011/12 debütierte er bei der 1:3-Niederlage gegen den SC Wiedenbrück. Im Januar 2014 wechselte Mandt zum 1. FC Saarbrücken. Sein Debüt in der 3. Liga gab er, verletzungsbedingt durch einen Bänderriss im Knie, erst am 15. Februar 2014 beim 1:0-Sieg über die SpVgg Unterhaching am 25. Spieltag. Zur Saison 2016/17 wechselt Mandt zum Südwest-Regionalligisten TSV Steinbach.
Nach einer Saison in Steinbach schloss sich Mandt dem Wuppertaler SV in der Regionalliga West an. Nach einem Jahr wechselte er zum Ligakonkurrenten SC Wiedenbrück. Nach 16 absolvierten Partien in der Liga, wechselte er am 31. Januar 2019 zum FC Wegberg-Beeck in die Mittelrheinliga. In der Spielzeit 2019/20 gelang der Aufstieg und damit auch Mandt die Rückkehr in die Regionalliga West. Am 26. August 2021 wechselte Mandt in die Oberliga Rheinland-Pfalz/Saar zu TuS Koblenz, wo er bereits 2 Tage später bei der 1:3-Niederlage gegen SV Alemannia Waldalgesheim auf dem Platz stand. 
In der Spielzeit 2022/2023 gelang ihm mit der TuS Koblenz der Aufstieg in die Regionalliga Südwest.

### Nationalmannschaft
In den elf Spielen der deutschen U-16-Fußballnationalmannschaft in der Saison 2007/08 wurde Mandt neunmal eingesetzt. Am 19. Oktober 2008 schoss er in der 63. Minute den zwischenzeitlichen 1:1-Ausgleichstreffer beim 5:1-Sieg im Freundschaftsspiel gegen die U-16-Fußballnationalmannschaft von Estland.